# Myrbäckholmen
Myrbäckholmen is een cirkelvormig onbewoond eiland in de stroming van Zweedse Kalixrivier. De rivier stroomt hier door het Kamlungeträsket. Het heeft geen oeververbinding; het ligt midden in de stroming. De oppervlakte van het eiland is nauwelijks 400 m².